# Burrita Burrona
Burrita Burrona es un personaje interpretado por Iván «Momo» Guzmán Cruz (Monterrey, Nuevo León, 26 de junio de 1991), que consiste en una botarga de una burra con vestuario y caracterización inspirados en las drag queens.
A través de su participación junto con Turbulence Queen, otra drag queen mexicana, en su canal de YouTube, su pódcast, sus espectáculos en vivo y su música, se le ha reconocido por su propuesta innovadora que expande el concepto del drag, implementando lo que ella denomina como una «mascotidrag».
Conocidas como las dragas del momento, a través de sus años de experiencia Burrita se ha ganado el amor del público.  

## Biografía
Iván Guzmán nació en Monterrey, Nuevo León un 26 de junio. Antes de convertirse en una figura pública, se dedicaba a vender espectáculos de entretenimiento para fiestas, tanto infantiles como de adultos, así como al ámbito de la mercadotecnia, desempeñándose como diseñador gráfico, fotógrafo y community manager.
Su primer acercamiento al medio del espectáculo se dio cuando trabajó en La casita de las muñequitas de Elizabeth Zúñiga, un concepto de entretenimiento infantil que incluía un programa de televisión, en el cual estuvo hasta irse con otras agrupaciones, como Tiempo mágico. En 2020, participó en Ñeka por un día, un reality show virtual que sería su último proyecto fuera del personaje de la Burrita.
Tras renunciar a una empresa productora audiovisual en la que vivió malos tratos y falta de pagos, Iván comenzó a idear junto con su amigo Erick Martínez, conocido en el mundo del drag como Turbulence, el proyecto que eventualmente llevarían a cabo en el canal de YouTube que Turbulence ya tenía.
La Burrita Burrona apareció por primera vez el 11 de enero de 2022, cuando se presentó ante la audiencia con una botarga y una historia que eventualmente modificarían, hasta llegar a la versión que se mantuvo posteriormente, la cual consiste en que ella es una amiga de Turbulence e hija de otro personaje llamado Mamá Melanito.
Durante el primer año de estar juntas, la fórmula lograda por Turbulence y la Burrita alcanzó un nivel de éxito y reconocimiento que derivó en el lanzamiento de canciones originales, apariciones en programas de televisión y giras de espectáculos en vivo en México y Latinoamérica. El 9 de julio de 2023, crearon su pódcast, llamado El pódcast del momento,  el cual ganó el premio al pódcast del año en los Impulse LGBTIQ+ Awards de ese año.

## Música
Burrita Burrona ha compuesto e interpretado diversas canciones.
| Año                                 | Canción | Intérprete | Compositora | Otros intérpretes                                       | Otros compositores | Ref. |
| ----------------------------------- | ------- | ---------- | ----------- | ------------------------------------------------------- | ------------------ | ---- |
| 2024                                |         |            |             |                                                         |                    |      |
| EP: Las amponas                     |         |            |             |                                                         |                    |      |
| «Todos quisieron»                   | No      | Sí         | Turbulence  | Alejandro Pujol, César Zetina, Chuy Núñez y Turbulence  | [ 16 ]             |      |
| «Mascotidrag»                       | Sí      | Sí         | Turbulence  | Alejandro Pujol, Chuy Núñez y Turbulence                | [ 16 ]             |      |
| «Con la niña no»                    | Sí      | Sí         | Turbulence  | Alejandro Pujol, Chuy Núñez y Turbulence                | [ 16 ]             |      |
| «Se logró»                          | Sí      | Sí         | Turbulence  | Alejandro Pujol, Chuy Núñez y Turbulence                | [ 16 ]             |      |
| «Beso de 3»                         | Sí      | Sí         | Turbulence  | Hugo López, Jesús Mendiola, Leonel Balleza y Turbulence | [ 16 ]             |      |
| 2023                                |         |            |             |                                                         |                    |      |
| EP: La verdá de la Navidá           |         |            |             |                                                         |                    |      |
| «La verdá de la Navidá»             | Sí      | No         | Turbulence  | Alejandro Pujol y Chuy Núñez                            | [ 17 ]             |      |
| «Burrita sabanera»                  | Sí      | No         | Turbulence  | Chuy Núñez y dominio público                            | [ 18 ]             |      |
| «Pastorcillas a Belén»              | Sí      | No         | Turbulence  | Chuy Núñez y dominio público                            | [ 19 ]             |      |
| «Esta noche especial»               | No      | Sí         | Turbulence  | Chuy Núñez                                              | [ 20 ]             |      |
| «Feliz Navidad»                     | Sí      | No         | Turbulence  | Chuy Núñez y José Feliciano                             | [ 21 ]             |      |
| «Santa Claus le dio un beso a mamá» | Sí      | No         | —           | Chuy Núñez y Tommie Connor                              | [ 22 ]             |      |
| Sencillos                           |         |            |             |                                                         |                    |      |
| «Ampona»                            | Sí      | Sí         | Turbulence  | Chuy Núñez y Turbulence                                 | [ 23 ]             |      |
| «Muy a tu nivel»                    | Sí      | Sí         | Turbulence  | César Zetina, Chuy Núñez y Turbulence                   | [ 24 ]             |      |

## Medios
Además de aparecer en su propio canal de YouTube y su pódcast, la Burrita Burrona ha sido invitada a diversos programas de televisión, de internet, radio y pódcasts.

### Televisión
| Año       | Programa    | Notas                                               | Ref.          |
| --------- | ----------- | --------------------------------------------------- | ------------- |
| 2024      | Gente regia |                                                     | [ 25 ]        |
| 2023-2024 | Telediario  | Dos apariciones: una con Turbulence y otra sin ella | [ 26 ] [ 27 ] |
| 2023      | La resolana | Con Turbulence                                      | [ 28 ]        |
| 2023      | Hoy         | Con Turbulence                                      | [ 29 ]        |
| 2023      | SNSerio     | Con Turbulence                                      | [ 30 ]        |

### Internet
| Año       | Programa                         | Notas                               | Ref.          |
| --------- | -------------------------------- | ----------------------------------- | ------------- |
| 2024      | La saga: Saga Live               |                                     | [ 31 ]        |
| 2023-2024 | Pinky Promise                    | Dos episodios, ambos con Turbulence | [ 32 ] [ 33 ] |
| 2023      | Fernando Lozano presenta         | Con Turbulence                      | [ 7 ]         |
| 2023      | Out of context con Alexis Moreno | Con Turbulence                      | [ 34 ]        |
| 2023      | Pepe y Teo                       | Con Turbulence                      | [ 35 ]        |
| 2023      | La saga: Se te estuvo di y di    | Con Turbulence                      | [ 36 ]        |
| 2023      | La saga: Me lo dijo Adela        | Con Turbulence                      | [ 37 ]        |
| 2023      | Mariana Ochoa                    | Con Turbulence                      | [ 38 ]        |
| 2022      | Con todo respeto: el show        | Con Turbulence                      | [ 39 ]        |
| 2022      | Toma mi dinerita                 | Con Turbulence                      | [ 40 ]        |

### Radio y pódcast
| Año  | Programa                     | Notas          | Ref.   |
| ---- | ---------------------------- | -------------- | ------ |
| 2023 | Holi, holi, holi: el pódcast |                | [ 41 ] |
| 2023 | Karime Kooler                | Con Turbulence | [ 42 ] |
| 2023 | Exa FM: La caminera          | Con Turbulence | [ 43 ] |
| 2023 | Exa FM: Yordi en Exa         | Con Turbulence | [ 44 ] |

## El pódcast del momento
El 9 de julio de 2023, la Burrita y Turbulence comenzaron con El pódcast del momento, en el cual publican un episodio semanal entrevistando con humor a diversos invitados. El 8 de noviembre de ese año, el proyecto ganó el premio al pódcast del año en los Impulse LGBTIQ+ Awards.
| N.° | Título                                 | Invitado(s)                           | Fecha de estreno         | Ref.   |
| --- | -------------------------------------- | ------------------------------------- | ------------------------ | ------ |
| 1   | El re-inicio [sic]                     | —                                     | 9 de julio de 2023       | [ 45 ] |
| 2   | La verdadera madrina                   | Mariana Ochoa                         | 16 de julio de 2023      | [ 46 ] |
| 3   | ¡Ké pachó!                             | Globito                               | 23 de julio de 2023      | [ 47 ] |
| 4   | ¡La Yuli, papá!                        | Yuli Flores                           | 30 de julio de 2023      | [ 48 ] |
| 5   | Las nuevas titulares                   | María Julia Lafuente                  | 6 de agosto de 2023      | [ 49 ] |
| 6   | Ya llegó la Ut                         | Un Tal Fredo                          | 13 de agosto de 2023     | [ 50 ] |
| 7   | De película                            | Javier Ibarreche                      | 20 de agosto de 2023     | [ 51 ] |
| 8   | Artista desde chiquitinillo            | Fernando Lozano                       | 27 de agosto de 2023     | [ 52 ] |
| 9   | La salud mental ¡sí importa!           | María Bonita, Rebel Mork e Isa García | 3 de septiembre de 2023  | [ 53 ] |
| 10  | ¿De quién será la pulga?               | Elizabeth Zúñiga                      | 10 de septiembre de 2023 | [ 54 ] |
| 11  | Halconérrimas                          | Emilio Osorio                         | 17 de septiembre de 2023 | [ 55 ] |
| 12  | La de todos los moles                  | Manu NNa                              | 24 de septiembre de 2023 | [ 56 ] |
| 13  | Esta niña... ¡sí!                      | Marco Polo                            | 1 de octubre de 2023     | [ 57 ] |
| 14  | Las dragas del momento... ¡en Spotify! | —                                     | 8 de octubre de 2023     | [ 58 ] |
| 15  | ¡Las problemáticas!                    | Niurka Marcos                         | 15 de octubre de 2023    | [ 59 ] |
| 16  | ¡Espapirifácticas!                     | Tatiana                               | 22 de octubre de 2023    | [ 60 ] |
| 17  | Mista Ut                               | Mista Boo                             | 29 de octubre de 2023    | [ 61 ] |
| 18  | El Penco ya es ampón                   | Leandro Ríos                          | 5 de noviembre de 2023   | [ 62 ] |
| 19  | Conferencista y ampona                 | La India Yuridia                      | 12 de noviembre de 2023  | [ 63 ] |
| 20  | Hipnotizadas del momento               | John Milton                           | 19 de noviembre de 2023  | [ 64 ] |
| 21  | Buscando al chacal                     | Karime Pindter                        | 26 de noviembre de 2023  | [ 65 ] |
| 22  | ¿Quieren monólogo?                     | Adal Ramones                          | 3 de diciembre de 2023   | [ 66 ] |
| 23  | La ampona Rodrice                      | Daniela Rodrice                       | 10 de diciembre de 2023  | [ 67 ] |
| 24  | La güerita consentida                  | Alicia Villarreal                     | 17 de diciembre de 2023  | [ 68 ] |
| 25  | Feliz Navidad, ampones                 | Imitador de Santa Claus               | 24 de diciembre de 2023  | [ 69 ] |
| 26  | Lo mejor del 2023                      | —                                     | 31 de diciembre de 2023  | [ 70 ] |
| 27  | La oficina del momento                 | Vanessa Labios 4K                     | 7 de enero de 2024       | [ 71 ] |
| 28  | Beso de amponas                        | Gaby Mendoza                          | 14 de enero de 2024      | [ 72 ] |
| 29  | Las nadaqueverientas                   | Karina Torres                         | 21 de enero de 2024      | [ 73 ] |
| 30  | Ricky Lips                             | Ricky Lips                            | 28 de enero de 2024      | [ 74 ] |
| 31  | Wendy Guevara                          | Wendy Guevara                         | 4 de febrero de 2024     | [ 75 ] |
| 32  | Lore Lore                              | Lorena Marlene Cortinas Galván        | 11 de febrero de 2024    | [ 76 ] |
| 33  | Gomita                                 | Gomita                                | 18 de febrero de 2024    | [ 77 ] |
| 34  | Edwin Luna                             | Edwin Luna                            | 25 de febrero de 2024    | [ 78 ] |
| 35  | Ana Bárbara                            | Ana Bárbara                           | 3 de marzo de 2024       | [ 79 ] |
| 36  | Andrés Johnson                         | Andrés Johnson                        | 10 de marzo de 2024      | [ 80 ] |
| 37  | Kimberly, la más preciosa              | Kimberly Irene                        | 17 de marzo de 2024      | [ 81 ] |
| 38  | Cristian Peralta                       | Cristian Peralta                      | 24 de marzo de 2024      | [ 82 ] |
| 39  | Gala Varo                              | Gala Varo                             | 31 de marzo de 2024      | [ 83 ] |
| 40  | Las amponas es lo de hoy               | —                                     | 7 de abril de 2024       | [ 84 ] |
| 41  | Danna                                  | Danna                                 | 14 de abril de 2024      | [ 85 ] |
| 42  | Kenia Os                               | Kenia Os                              | 21 de abril de 2024      | [ 86 ] |

## Giras
Burrita Burrona y Turbulence han realizado tres giras juntas.

### Muy a tu nivel
| Fecha                   | Ciudad              | Lugar                                      | Ref.    |
| ----------------------- | ------------------- | ------------------------------------------ | ------- |
| 24 de marzo de 2023     | Guadalajara         | Teatro Galerías                            | [ 87 ]  |
| 27 de abril de 2023     | Mérida              | Teatro Armando Manzanero                   | [ 88 ]  |
| 28 de abril de 2023     | Cancún              | Auditorio Stoa                             | [ 89 ]  |
| 5 de mayo de 2023       | Puebla de Zaragoza  | Teatro del Complejo Cultural Universitario | [ 90 ]  |
| 6 de mayo de 2023       | Cancún              | Teatro Silvia Pinal                        | [ 91 ]  |
| 2 de junio de 2023      | Monterrey           | Auditorio Río 70                           | [ 92 ]  |
| 24 de agosto de 2023    | Guadalajara         | Teatro Galerías                            | [ 93 ]  |
| 25 de agosto de 2023    | Ciudad de México    | Auditorio BB                               | [ 94 ]  |
| 2 de septiembre de 2023 | Hermosillo          | Auditorio Cívico del Estado                | [ 95 ]  |
| 8 de septiembre de 2023 | Saltillo            | Teatro Fernando Soler                      | [ 96 ]  |
| 4 de octubre de 2023    | Morelia             | Teatro Stella Inda                         | [ 97 ]  |
| 5 de octubre de 2023    | San Luis Potosí     | Teatro Polivalente                         | [ 98 ]  |
| 6 de octubre de 2023    | León de los Aldama  | Paruno                                     | [ 99 ]  |
| 7 de octubre de 2023    | Aguascalientes      | Auditorio Victoria                         | [ 100 ] |
| 12 de octubre de 2023   | Toluca de Lerdo     | Teatro del IMSS                            | [ 101 ] |
| 13 de octubre de 2023   | Pachuca de Soto     | Teatro Cedrus                              | [ 102 ] |
| 18 de octubre de 2023   | Torreón             | Teatro Isauro Martínez                     | [ 103 ] |
| 27 de octubre de 2023   | Puerto Vallarta     | Teatro Vallarta                            | [ 104 ] |
| 1 de noviembre de 2023  | Victoria de Durango | Teatro Ricardo Castro                      | [ 105 ] |
| 2 de noviembre de 2023  | Mazatlán            | Teatro de El Cid                           | [ 106 ] |
| 3 de noviembre de 2023  | Culiacán            | Teatro Mía                                 | [ 107 ] |
| 4 de noviembre de 2023  | Los Mochis          | Teatro Ingenio                             | [ 108 ] |
| 11 de noviembre de 2023 | Tampico             | Teatro del Espacio Cultural Metropolitano  | [ 108 ] |
| 14 de noviembre de 2023 | La Paz              | Teatro de la Ciudad                        | [ 108 ] |
| 15 de noviembre de 2023 | Los Cabos           | Teatro al Aire Libre                       | [ 108 ] |
| 30 de noviembre de 2023 | Ciudad del Carmen   | Teatro Carmelita                           | [ 108 ] |
| 1 de diciembre de 2023  | Villahermosa        | Teatro Esperanza Iris                      | [ 108 ] |
| 2 de diciembre de 2023  | Tuxtla Gutiérrez    | Teatro Emilio Rabasa                       | [ 108 ] |
| 8 de diciembre de 2023  | Xalapa-Enríquez     | Teatro del Estado                          | [ 108 ] |
| 9 de diciembre de 2023  | Veracruz            | Teatro Francisco Javier Clavijero          | [ 108 ] |

### La verdá de la Navidá
| Fecha                   | Ciudad           | Lugar                | Ref.    |
| ----------------------- | ---------------- | -------------------- | ------- |
| 19 de diciembre de 2023 | Guadalajara      | Teatro Galerías      | [ 109 ] |
| 20 de diciembre de 2023 | Ciudad de México | Auditorio BB         | [ 109 ] |
| 21 de diciembre de 2023 | Monterrey        | Auditorio Pabellón M | [ 109 ] |

### Las amponas
| Fecha                    | Ciudad             | Lugar                     | Ref.    |
| ------------------------ | ------------------ | ------------------------- | ------- |
| 30 de septiembre de 2023 | Monterrey          | Auditorio Pabellón M      | [ 110 ] |
| 26 de abril de 2024      | Tijuana            | Teatro El Foro            | [ 111 ] |
| 27 de abril de 2024      | Mexicali           | Teatro del Estado         | [ 111 ] |
| 2 de mayo de 2024        | Torreón            | Teatro Nazas              | [ 111 ] |
| 4 de mayo de 2024        | Saltillo           | Teatro Fernando Soler     | [ 111 ] |
| 22 de mayo de 2024       | Cancún             | Teatro de Cancún          | [ 111 ] |
| 23 de mayo de 2024       | Mérida             | Teatro Armando Manzanero  | [ 111 ] |
| 20 de julio de 2024      | Hermosillo         | Auditorio Cívico          | [ 111 ] |
| 3 de agosto de 2024      | Guadalajara        | Teatro Galerías           | [ 111 ] |
| 8 de agosto de 2024      | Veracruz           | Teatro de la Reforma      | [ 111 ] |
| 9 de agosto de 2024      | Xalapa-Enríquez    | Teatro del Estado         | [ 111 ] |
| 16 de agosto de 2024     | Ciudad de México   | World Trade Center        | [ 111 ] |
| 17 de agosto de 2024     | Puebla de Zaragoza | Teatro del CCU de la BUAP | [ 111 ] |
| 6 de septiembre de 2024  | León de Los Aldama | Teatro Manuel Doblado     | [ 111 ] |
| 28 de septiembre de 2024 | Tampico            | Teatro Metropolitano      | [ 111 ] |